# Луїс Антоніо Морено
Луїс Антоніо Морено (ісп. Luis Antonio Moreno, нар. 25 грудня 1970) — колумбійський футболіст, що грав на позиції захисника.
Виступав за клуби «Америка де Калі» та «Депортес Толіма», а також національну збірну Колумбії, у складі якої був учасником чемпіонату світу та Кубка Америки.

## Клубна кар'єра
У дорослому футболі дебютував 1989 року виступами за команду клубу «Америка де Калі», в якій провів п'ять сезонів, взявши участь у 150 матчах чемпіонату. Більшість часу, проведеного у складі «Америка де Калі», був основним гравцем захисту команди. У складі «Америки» Морено двічі ставав чемпіоном Колумбії в 1990 і 1992 роках.
1995 року перейшов до клубу «Депортес Толіма», за який відіграв 6 сезонів. Граючи у складі «Депортес Толіма» також здебільшого виходив на поле в основному складі команди. Завершив професійну кар'єру футболіста виступами за команду «Депортес Толіма» у 2001 році.

## Виступи за збірну
31 липня 1992 року дебютував в офіційних матчах у складі національної збірної Колумбії у товариському матчі в Лос-Анджелесі проти Сполучених Штатів (1:0). Протягом кар'єри у національній команді, яка тривала 7 років, провів у формі головної команди країни 20 матчів.
У складі збірної був учасником розіграшу Кубка Америки 1997 року у Болівії, чемпіонату світу 1998 року у Франції. Однак з 3-х матчів Колумбії на мундіалі Морено з'явився на полі лише в одному з них: останній грі групового турніру проти збірної Англії (0:2), вийшовши в стартовому складі і провівши на полі всі 90 хвилин.

## Досягнення
- Чемпіон Колумбії (2): 1990, 1992